# Pierre Laurent-Paoli
Pierre Laurent-Paoli est un joueur d'échecs français né le 3 décembre 2000 à Montpellier, grand maître international depuis 2023.
Au 1er mai 2025, il est le 13e joueur français en activité avec un classement Elo de 2 544 points.

## Biographie et carrière
Pierre Laurent-Paoli remporta le championnat de France minime (moins de 16 ans) en 2016 et la médaille de bronze au championnat de France junior en 2019. Il obtint le titre de maître international en 2019.
En décembre 2021, il finit 1er-4e (et troisième au départage) avec 7 points sur 9 de l'Open de Vandœuvre, puis 1er-4e (et deuxième au départage) avec 5,5 points sur 7 du tournoi d'échecs de Zurich (tournoi de Noël).
Il remporte le tournoi d'accession au championnat de France d'échecs  en 2022 avec 7,5 points sur 9. Ce résultat le qualifie pour le championnat de France 2023.
En 2022, il remporte la Mitropa Cup avec l'équipe de France (avec un score de 4 points sur 6 marqués au quatrième échiquier). En septembre, il finit 2e-3e de l'Open du Barreau de Paris. En mars 2023, il gagne le tournoi fermé des jeunes Île de France disputé à Paris. Grâce à ces résultats, il obtient le titre de grand maître international en 2023.
En avril 2023, Laurent-Paoli remporte le tournoi Young Masters de Bâle avec 7,5 points sur 9 et un point d'avance sur le deuxième, l'Ukrainien Li Min Peng. En juillet 2023, il remporte l'Open de Gand en Belgique avec 7 points sur 9. Lors du championnat de France 2023 disputé à l'Alpe d'Huez, il bat Christian Bauer au premier tour, puis perd face à Maxime Lagarde au deuxième tour et finit sixième ex æquo du classement général.
En avril 2024, il remporte largement le Young Masters à Sion avec une marque de 8,5 points sur 9. Il devance de deux points son compatriote Mahël Boyer qui occupe la deuxième place.